# Notiphila sternalis
Notiphila sternalis är en tvåvingeart som beskrevs av Thomson 1869. Notiphila sternalis ingår i släktet Notiphila och familjen vattenflugor. Inga underarter finns listade i Catalogue of Life.